# Carnegie Hall
O Carnegie Hall é uma sala de espectáculos em Midtown Manhattan, na cidade de Nova Iorque, localizada no 881 da Sétima Avenida.
Construída a mando do filantropo Andrew Carnegie em 1890, é uma das mais famosas salas de espectáculos dos Estados Unidos para concertos de música clássica e popular, reconhecido pela sua beleza, história e acústica. O Carnegie Hall tem o seu próprio programa, desenvolvimento e departamentos de marketing e apresenta mais de 100 performances a cada estação. É igualmente alugado por grupos de artistas. Não tem companhia residente, todavia, a Filarmónica de Nova Iorque foi residente até 1962.
Em 1894 foi inaugurado o Carnegie Musi Hall in Pittsburgh.
Outro Carnegie Hall no país, situa-se em Lewisburg. Este foi mandado construir por Andrew Carnegie em 1902, reconstruindo um edifício, na época, arruinado por um incêndio. O edifício foi originalmente usado como uma escola feminina, mas foi posteriormente convertido num espaço dedicado à música e à arte. Contudo não é tão reconhecido como o homónimo espaço de Nova Iorque. 
Contudo, este é também o nome de outro espaço financiado por Andrew Carnegie, desta feita, na Escócia, em Dunfermline, mas menor e muito menos célebre.
O local foi designado, em 15 de outubro de 1966, um edifício do Registro Nacional de Lugares Históricos bem como, em 29 de dezembro de 1962, um Marco Histórico Nacional.

## Apresentações
A primeira cantora portuguesa a actuar no palco do mítico Carnegie, em Nova Iorque, foi Amália Rodrigues em janeiro de 1975. Depois dela vieram Ana Moura, Dulce Pontes e, já por duas vezes, Mariza. Perante uma plateia de mais de 2000 pessoas, esta última habilitou-se a cantar sem microfone, acompanhada pelos seus guitarristas no centro da plateia. Bem como Celeste Rodrigues.  Na área clássica tocaram já os portugueses Maria João Pires, José Sequeira Costa, Paulo Santiago e Vasco Dantas Rocha, ente outros.
Em 1962, Antônio Carlos Jobim e João Gilberto se apresentaram durante o festival de Bossa Nova. 
Outro brasileiro a se apresentar, por quatro vezes, no Carnegie Hall foi Nelson Ned[carece de fontes?]. A sambista Beth Carvalho também já se apresentou no local. Gal Costa apresentou-se várias vezes no Carnegie.[carece de fontes?]
Uma das apresentações mais memoráveis no palco do Carnegie Hall foi da atriz/cantora Judy Garland que resultou no épico disco Judy At Carnegie Hall, aclamado pela crítica especializada e vencedor de 4 prêmios Grammy.
Na mesma sala actuaram grupos e artistas como The Beatles, Frank Sinatra, Charles Aznavour, Manuel García Morante, Phil Keaggy, Edith Piaf, Dalida, Montserrat Caballé - aplaudida por longos 25 minutos, pela atuação em "Lucrécia Bórgia", de Donizetti, na noite de 20 de abril de 1965, entre outros. Além disso, essa casa de espetáculos, está presente no game do Parasite Eve. 
Em 2006 a cantora, compositora e violonista Rosa Passos se apresentou no Carnegie Hall em uma turnê com o seu álbum "Rosa" onde se apresentou com voz e violão. Em três semanas todos os ingressos já haviam sido vendidos.[carece de fontes?]